# Cordero (Venezuela)
Cordero é uma cidade venezuelana, capital do município de Andrés Bello (Táchira).